# Jenny Stene
Jenny Østre Stene, född 8 mars 1998, är en norsk sportskytt som tävlar i gevär.

## Karriär
Bland Stenes meriter kan nämnas dubbla individuella guld i gevärsskytte vid Europamästerskapen 2019 och 2023. Hon har även tagit guld vid världsmästerskapen 2022.